# Spanish Bay
Spanish Bay – zatoka (ang. bay) w kanadyjskiej prowincji Nowa Szkocja, w hrabstwie Cape Breton, na północ od miejscowości Sydney; nazwa urzędowo zatwierdzona 1 października 1953.